# Shelbyville (Illinois)
Shelbyville je grad u američkoj saveznoj državi Ilinois. Prema popisu stanovništva iz 2010. u njemu je živjelo 4.700 stanovnika.